# Isabella de Moerloose
Isabella de Moerloose, née en 1660 ou en 1661 à Gand ( ? ) aux Pays-Bas espagnols et morte après 1712, sans doute, dans la République des Sept Pays-Bas-Unis, est l'autrice néerlandophone d'une autobiographie. 

## Biographie

### Gand
On ne connaît pas ses parents.  De Moerloose se serait mariée vers 1690 à Goes avec Laurentius Hoogentoorn (vers 1638-1692), un prédicant.  Le couple n'eut jamais d'enfants. 
On ne connaît ni la date du jour de naissance ni celle du jour de baptême d'Isabella, et le nom de famille est incertain, le nom De Moerloose ayant été proposé en 1983 par Herman Roodenburg qui, à tort ou à raison, s'était fondé sur la façon dont Isabella s'est présentée elle-même sur la page de titre de son autobiographie Vrede tractaet, gegeven van den hemel door vrouwen zaet (Histoire paisible d'une femme religieuse) de 1695, comme « de moederloose weduwe » (la veuve sans mère) et sur le fait que De Moerloose (littéralement « sans mère ») était à l'époque, aux Pays-Bas méridionaux, un nom existant, qui l'est encore de nos jours en Flandre.  Si plusieurs études démontrent qu'Isabella serait née à Gand, sans doute en 1661, les recherches dans les archives de la ville n'apportent aucun élément qui puisse confirmer cette assertion, et il n'est donc pas exclu qu'Isabella ne soit née ailleurs et que ses parents ne se soient installés à Gand que par la suite. 
Le peu que l'on connaît de sa vie est, en grande partie, tiré de ce livre.  Quoi qu'il en soit, au moins elle apprit à bien lire et écrire.  Ses parents tenaient un magasin à Gand, où Isabella, comme fille issue d'un milieu catholique romain alla à l'école de couvent, où elle apprit également le français.  Plus tard, elle entra dans un couvent, qu'elle quitta, toutefois, sans avoir fait le vœu. 
Selon ses propres dires, Isabella n'avait pas eu une enfance facile.  Née « avec le casque » (c'est-à-dire née coiffée, le sac amniotique étant sans doute encore attaché à la tête à sa naissance,), sa mère superstitieuse la considéra comme « singulière » (« wonderlijk »).  Surtout lorsque, vers la deuxième année de sa vie, naquit un frère, ou une sœur, elle dut se comporter de telle sorte que sa mère se sentit renforcée dans sa conviction qu'Isabella n'était pas un enfant ordinaire.  Qu'un jour, sa mère, dans sa colère, la frappa durement était, dans la perception d'Isabella, un acte aux conséquences de grande portée.  Sa mère, croyant sans doute que le diable avait pris possession d'Isabella, voulut le chasser, mais cela ne changea rien à l'effet produit par le coup.  Isabella commença à la prendre en aversion (« sy [wiert] my een grouwel » ; « […] elle devint une horreur pour moi […] ») .  Plus tard, elle travailla comme aide pour une institutrice ; estimant que celle-ci frappait trop les enfants, elle se brouilla avec elle.  Isabella s'opposa toute sa vie durant au châtiment corporel des enfants. 
La première confrontation d'Isabella avec le clergé eut lieu vers l'âge de seize ans : lorsqu'un prêtre la confessait à la demande de sa mère, elle raconta qu'après avoir quitté l'école, elle n'avait plus lu un livre.  Elle croyait que « la nature est un livre assez grand pour la lecture, et l'expérience est un maître suffisamment important pour que l'on acquière de la connaissance » (« […] dat de natuur een groot boek genoeg is, om in te lezen, en d'ervarendheid grote leermeester genoeg, om kennisse door te krijgen […] »).  En outre, elle en était convaincue que Dieu voulait l'employer pour libérer le monde de l'esclavage du diable, comme instrument de son amour et à la ruine de tous ses ennemis et des nôtres (« […] gebruiken zou tot verlossing der wereld uit de slavernije des duivels, en tot een instrument van Zijne liefde, en tot ruïne van alle Zijne en onze vijanden […] »).  Cette image de soi, en tant qu'élue et instrument de Dieu, pourrait expliquer le titre de son ouvrage : dans le livre de la Genèse, le Christ est la « semence féminine » promise (étant le fils d'un être humain) qui délivrera le monde du péché.  Ainsi, dès un jeune âge, Isabella se montra en quête en matière de foi, et elle continua à l'être. 
Des démêlés avec le clergé de Gand, qui risquaient d'aboutir à une procédure devant un tribunal ecclésiastique, et, selon son propre témoignage, la volonté d'en épargner sa mère la honte, amenèrent Isabella de Moerloose à disparaître.

### Zélande
Isabella atterrit à Middelbourg en Zélande, où elle habita un certain temps dans la maison d'un échevin non identifié.  En 1684 ou 1685, elle s'installa à Heinkenszand, un village au sud de Goes, où elle fut employée comme gouvernante des deux enfants, Francina et Adelaer, du pasteur et veuf âgé Laurentius Hoogentoorn.  Isabella n'avait à peine vingt-quatre ans, tandis que Laurentius en aurait compté plus de soixante, ses enfants étant âgés de quatorze à dix-huit ans.  Le 15 octobre 1689, Isabella fut confirmée dans l'Église réformée.  Elle se maria sans doute peu après avec Hoogentoorn, qui, toutefois, mourut déjà le 2 février 1692. 
Après la mort de son mari, Isabella ouvrit une boutique de linge à Goes.  Ce fut vers la même époque qu'elle commença à s'intéresser à la doctrine mennonite dans l'effort d'apaiser l'âme, qui l'aurait tant inquiétée pendant la vie de son mari qu'elle en avait été indisposée (« of ik mijn gemoed daar niet geruster en zou vinden, dat mij menigmaal zo ontsteld hadde in mijn mans leven dat ik er kwalijk van werd »).  Il semble qu'à la longue, les mennonites ne lui eussent point plu, car elle essayera par la suite d'entrer en contact avec la colonie des Labadistes de Wiuwert.   Elle se rendit même en Frise, mais en vain, car la colonie avait été abandonnée entre-temps.

### Vrede tractaet: rédaction, publication et punition
C'est en 1692 qu'à Goes, Isabella entama son livre.  Il est possible qu'elle eût parlé partout de quoi il s'agissait, c'est-à-dire : sa vie et, surtout, ses croyances religieuses peu orthodoxes.  Elle n'était pas quelqu'un qu'on pourrait faire taire.  Quoi qu'il en soit, des rumeurs arrivèrent à l'oreille du « classis », le consistoire de ministres de Zuid-Beveland, qui essaya par la suite de la bâillonner, mais en vain, ce qui força le « classis » de porter plainte contre elle.  De surcroît, on trouva dans sa maison des lettres, adressées à Jean de Labadie, dans lesquelles elle fulminait contre les ministres.  Les prédicants rapportèrent qu'invitée à commenter ses « écrits confus » (« [...] haere confuse schriften [...] ») le 4 novembre 1692, elle aurait craché de sa bouche tant de choses blasphématoires que cela provoqua tant d'altération, de mécontentement et de dégoût que l'on ne voulait plus y prêter l'oreille (« [...] sulke godslaterlycke dingen uyt haaren mond braeckte, dat sulcx met de grootste alteratie, misnoegen en afgrijsingen niet langer konde gehoort werden [...] ») : elle aurait prétendu, entre autres, que les figures bibliques d'Abraham, d'Isaac et de Jacob avaient fait une alliance avec le diable, car il serait impossible à Dieu de conclure une alliance avec ses serfs, et pour cela, Jéhovah devait être un diable, d'autant plus que les « circonstances », telles que les cauchemars et les rêves, appartiennent au monde des diables.   Cette formulation, reprise dans le procès-verbal de l'interrogatoire, réapparaît presque littéralement dans le rapport qu'Isabella en avait fait dans son autobiographie.  Le 19 avril 1694, elle fut bannie de Hollande, de Zélande et de la Frise occidentale.  Elle quitta donc la Zélande avec le manuscrit de son livre en main. 
Elle présenta son ouvrage en version manuscrite à différents imprimeurs, dont un Juif et un imprimeur de Nimègue ; ce dernier, après avoir accepté sous condition de l'imprimer explicitement pour le compte d'Isabella, tout en omettant son propre nom de la page de titre, se fit intimider, vraisemblablement par un ministre.  Bien que l'on fût réticent à donner son livre au public, elle trouva finalement, en la personne de Laurens Gunter à Amsterdam, un imprimeur prêt à prendre le risque, mais à la même condition que celle imposée par l'imprimeur de Nimègue : que le nom de l'imprimeur n'apparaisse pas sur la page de titre.  Ainsi, en 1695, son Vrede tractaet de 669 pages fut « imprimé pour l'auteur » (à compte d'auteur), dont le nom figure sur la page de titre : « Isabella, de moederloze weduwe van domini Laurentius Hoogentoorn, in zijn leven predikant in Zuid-Beveland » (Isabella, veuve sans mère du ministre Laurent Hoogentoorn, de son vivant prédicant dans le Zuid-Beveland). 
Isabella, portant atteinte aux dispositions du verdict du tribunal de Goes, s'installa à Amstelveen où elle ouvrit une école, située au sentier Jan Hanzen.  En 1699, elle entra en conflit avec le consistoire d'Amsterdam qui lui avait reproché d'enseigner à ses élèves « des choses très impies et détestables ».  Se retrouvant devant la cour, cette fois-ci à 
Amsterdam, elle fut condamnée à une peine de prison au spinhuis.  Le 23 octobre 1699, elle fut enfermée dans le département « secret ».  Elle y demeurera jusqu'en 1706, sans contact avec le monde extérieur, les visiteurs n'y étant pas admis.  Selon toute vraisemblance, elle eut très peu de contacts avec ses codétenus.  La même année, elle fut déclarée folle et transférée à l'asile, le dolhuis.  Six ans plus tard, la cinquantaine entamée, il lui fut permis de quitter l'asile, parce que sa santé mentale se serait améliorée.  Ce qui se passa avec Isabella après sa libération est inconnu,.

## Vrede tractaet: le contenu
La vie d'Isabella était largement déterminée par ses opinions religieuses peu orthodoxes, qui, à plusieurs reprises, furent à l'origine de conflits avec les autorités ecclésiastiques et laïques.  Ses pérégrinations à travers le monde de la foi ont été succinctement décrites par le classis de Goes : « D'abord vous étiez papiste [...], puis vous avez été réformée, puis arminienne et par la suite athée, et ensuite de nouveau réformée et maintenant vous êtes mennonite. »  En bref, Isabella ne se retrouvait dans aucun mouvement religieux.  Ses croyances religieuses, comme elle les défend dans le Vrede tractaet, semblent être un mélange des idées de Faustus Socinus, le père du socinianisme, de Baruch de Spinoza, de Pontiaen van Hattem, de Balthazar Bekker et de Jean de Labadie, culminant dans un type de foi personnel et idiosyncrasique.  Le tout était si peu commun qu'en 1721, Jacob Campo Weyerman mit ce qu'il appelait un « livre insensé de mademoiselle Hoogentoorn » sur pied d'égalité avec des traités de libres-penseurs renommés comme Adriaan Koerbagh, Lucilio Vanini, baron de LaHontan ou John Toland, qu'il désignait de « pourris de l'intérieur, dorés de l'extérieur ». 
Le Vrede tractaet se présente pourtant comme plus qu'un curieux pamphlet religieux, même si le lecteur ne peut pas s'empêcher de penser que l'autrice a rédigé tout à la hâte : souvent, elle passe d'un sujet à l'autre, tandis qu'elle ne se sert que peu de paragraphes et de ponctuations.  Elle raconte d'ailleurs, dans son livre, qu'elle avait remis à son imprimeur, encore au dernier moment, de nouvelles feuilles de papier écrites.  Il s'agit également, à certains égards, d'une autobiographie singulièrement franche.  Isabella abordait des sujets que, jadis, on ne traitait pas, comme la sexualité, la menstruation (constituant un autre grand tabou à l'époque, en particulier pour les élites), les châtiments corporels des enfants et la polygamie (dont elle semble avoir été une partisane réfléchie).  Ainsi, elle raconte comment son mariage était resté sans enfants : parce que son mari avait, délibérément, pratiqué le coït interrompu.  Le livre n'a pas seulement été conçu comme une autojustification ou un exercice introspectif, mais comprend également des conseils « dus » à des congénères, avec sa vie conjugale comme source d'inspiration . 
La forte orientation autobiographique du Vrede tractaet en fait un ouvrage exceptionnel pour l'époque : en tant que genre, l'autobiographie très personnelle, intime et introspective n'apparaîtra, pour de bon, qu'à la fin du XVIIIe siècle.

## Sources
- (nl) DE HAAS, Anna.  «  Moerloose, Isabella de  », (Digitaal vrouwenlexicon van Nederland, (Lexique numérique des femmes néerlandaises) [en ligne], 19 mars 2013, [ www.historici.nl ]
- (nl) KLAPWIJK, Cees (direction du projet).  Isabella de Moerloose, [en ligne], [ www.literatuurgeschiedenis.nl ]
- (nl) ROODENBURG, Herman.  «  De autobiografie van Isabella de Moerloose. Sex, opvoeding en volksgeloof in de zeventiende eeuw  », Tijdschrift voor sociale geschiedenis 9, 1983, p.  311-342